# Osiedle Wschodnie

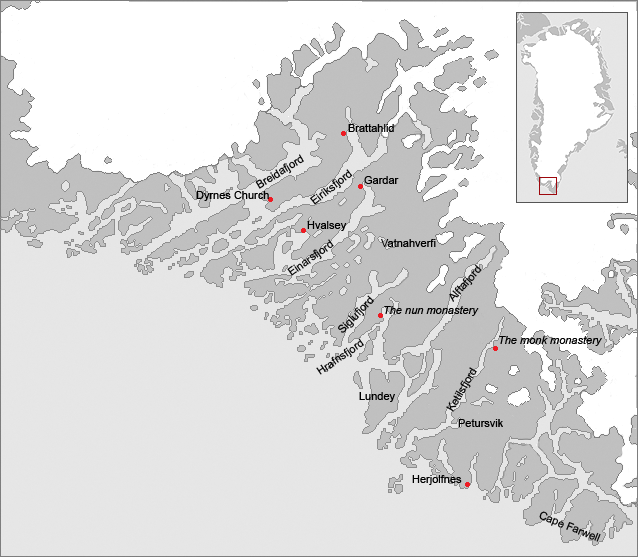
Mapa Osiedla Wschodniego na Grenlandii. Czerwonymi kropkami zaznaczono znane gospodarstwa i kościoły oraz niektóre prawdopodobne nazwy geograficzne

Osiedle Wschodnie (staronorweski: Eystribyggð) – pierwszy i największy obszar zasiedlony przez wikingów na Grenlandii około 985 roku. Wbrew swojej nazwie ulokowany był na południowo-zachodnim krańcu Grenlandii wzdłuż długich fiordów: Tunulliarfik, Igaliku oraz Sermilik.

## Historia
Osiedle zostało założone około 985 roku przez wyprawę Eryka Rudego, która przybyła na Grenlandię z Islandii w celu jej kolonizacji. Początkowo składało się ono z szeregu odizolowanych od siebie gospodarstw i rozciągało się na przestrzeni setek kilometrów. Najważniejszym miejscem było Brattahlid, gdzie mieszkał Eryk ze swoją rodziną i jako przywódca osadników decydował o kluczowych, dla całej społeczności sprawach. W szczytowym okresie Osiedle liczyło ok. 4000 mieszkańców. Odkryto tam blisko 500 ruin gospodarstw i 16 kościołów. Jego mieszkańcy zajmowali się nie tylko rolnictwem i hodowlą zwierząt, ale również łowiectwem oraz handlem.

### Opuszczenie Osiedla
Po kilkuset latach Osiedle zaczęło się wyludniać. Prawdopodobnie złożyło się na to kilka czynników, w tym działalność samych osadników, którzy doprowadzili do erozji gleby poprzez wycięcie nielicznych drzew, by zyskać ziemię na nowe pastwiska. Ponadto zmiana klimatu w XIV wieku sprawiła, że zimy stały się dłuższe i bardzo ciężkie, co spowodowało zmniejszoną produktywność siana dla zwierząt, na które popyt w okresie zimowym wzrastał. Analiza izotopowa kości osadników wykazała, że pod koniec istnienia Osiedla dużą rolę odgrywało rybołówstwo, podczas gdy w czasach pierwszych osadników były to produkty rolne. Ostatecznie pod koniec XIV wieku zostało ono całkowicie opuszczone.
Ostatnim udokumentowanym zapisem pochodzącym z Osiedla Wschodniego jest list z 1408 roku, w którym zanotowano ceremonię ślubną w kościele w Hvalsey. Jego świadkami była załoga islandzkiego statku, który zboczył z kursu.
W eskimoskiej tradycji przetrwała legenda dotycząca wydarzeń z Hvalsey. Według niej norweski wódz Ungortoq był w konflikcie z eskimoskim przywódcą K'aissape. Eskimosi przypuścili zmasowany atak na Hvalsey i spalili mieszkańców w ich domach. Ungortoq jednak uciekł wraz ze swoją rodziną. K'aissape rozpoczął długi pościg i w końcu dopadł wodza Norwegów niedaleko Kap Farvel. Jednakże badania archeologiczne nie wykazały żadnego śladów pożaru i nie potwierdziły tej opowieści. Ponadto nordyckie, jak i inuickie źródła nie wskazują, żeby obie grupy były do siebie wrogo nastawione.